# Angano... Angano... nouvelles de Madagascar
Pour plus de détails, voir Fiche technique et Distribution.
Angano... Angano... nouvelles de Madagascar est un  documentaire franco-malgache réalisé en 1989.

## Synopsis
Un voyage à travers les contes et les légendes pour découvrir Madagascar. Un périple entre le réel et l’imaginaire, teinté d’humour et de tendresse qui prend le parti de la tradition orale pour raconter la culture malgache. 

## Fiche technique
- Réalisation : Marie-Clémence Paes et Cesar Paes
- Scénario : Marie-Clémence et Cesar Paes
- Production : Laterit Productions
- Image : Cesar Paes
- Montage : Cesar Paes
- Son : Raoul Fruhauf
- Musique : Carson Rock Rangers, Jean & Marcel
- Genre : documentaire
- Durée : 64 minutes

## Distinctions
- Festival dei Popoli 1989
- Cinéma du réel 1989 (l’un des 20 films les plus marquants des 20 ans du festival)
- Vues d'Afrique 1989